# 李國士
李國士，CBE[?]（1925年12月29日—2016年1月29日），男，英國殖民地漁農官員，1965年12月至1980年1月任香港漁農處處長，1976年10月至1980年1月兼任立法局官守議員，是香港郊野公園的主要創建人之一。
李國士早年先後畢業於達拉謨大學英皇學院、劍橋大學皇后學院和帝國熱帶農業學院。在大學主修農業的他在1947年加入殖民地部，獲遣派到西非塞拉里昂的殖民地政府出任農業主任，其後於1954年和1957年分別升任高級農業主任和首席農業主任。他在當地主要從事大米種植研究，早年也曾經參與由英國廣播公司製作、大衛·艾登布祿擔任主持、名為《動物園探奇》的西非野生動物電視紀錄特輯。
1959年，李國士調到香港出任農林漁業管理處助理處長，1965年12月接替姬達出任漁農處處長。任內，香港的漁農業日益受到城市化等不利條件所帶來的壓力；有見及此，他提出以「慎密」政策支援本土漁農業，並積極推動農業機械化和對漁農業提供資助，使到漁業、蔬菜種植業和禽畜養殖業的生產量得以維持。面對香港人對鮮魚的龐大需求，他鼓勵和支援香港漁民到南中國海拓展漁場和開發中層漁類，且推動以機動漁船取代傳統的風帆漁船，從而提升漁業的運作水平。終李國士一任，香港的漁農生產總值由1965年約2億港元躍增至1980年的11億港元，仍然能夠維持有限度的糧食自給。
本身熱愛大自然的李國士早在20世紀七十年代初已經呼籲香港社會大眾正視自然保育的重要性，警告港人不應「只顧目前和短期的經濟利益，而忽略將來受到歷史的批判」。隨著香港總督麥理浩爵士在1971年上任後積極研究設立郊野公園，香港政府於1976年正式制定《郊野公園條例》，並由李國士出任郊野公園管理局首任總監和郊野公園委員會首任主席。短短四年間，漁農處在李國士的指導下在全港劃定21個郊野公園，佔全港總面積約40%的土地。他還負責為郊野公園提供各類的配套設施，為早期郊野公園的運作奠下基礎。英廷更於1980年向他頒授CBE勳銜，以肯定他多年來在推動香港漁農業和發展郊野公園方面的表現。

## 生平

### 早年生涯
李國士在1925年12月29日生於英國諾森伯蘭郡泰恩河畔紐卡素，父母分別名叫愛德華·E·尼科爾斯（Edward E. Nichols）和瑪麗·休伊特（Mary Hewitt）。他少時於1937年至1942年受教於紐卡素皇家文法學校，及後於1942年10月升讀達拉謨大學英皇學院（紐卡素大學前身），主修農業。1945年6月從達拉謨大學獲理學士學位（B.Sc.）畢業後，他旋於同年10月入讀劍橋大學皇后學院深造，並於翌年6月獲授農業科學文憑（Dip. Ag. Sc.）。1946年10月，他前赴加勒比海千里達西班牙港，入讀位於聖奧古斯丁的帝國熱帶農業學院（西印度群島大學聖奧古斯丁大學校區前身），1947年7月獲得副院士學位（A.I.C.T.A.）畢業。

### 殖民地生涯
1947年9月，李國士獲得英國政府殖民地部聘任，加入西非塞拉里昂英國殖民地政府，於農業管理處擔任農業主任一職，並被分派到恩加拉（Njala）工作。任內他曾經於1951年參與由英國廣播公司製作、由大衛·艾登布祿（David Attenborough，後為爵士）擔任主持、名為《動物園探奇》（Zoo Quest）的西非野生動物電視紀錄特輯。1954年1月，李國士升任為高級農業主任，期間於1955年至1957年在塞拉里昂西北部的羅庫普爾（Rokupr）擔任西非大米研究站主管，為英國的西非屬土主持跨地域大米種植研究。1957年12月，他獲進一步擢升為首席農業主任，主要負責在塞拉里昂的北部省份推動大米種植機械化。李國士在塞拉里昂前後任職共12年，操得一口流利的西非滕內語（Temne language），也曾於1956年至1958年在恩加拉兼任特別警隊助理警司。
1959年2月，李國士獲外調到香港，空降到香港政府農林漁業管理處出任助理處長一職，任內見證該處於1960年和1964年先後改稱為農林業管理處（簡稱農林處）和漁農業管理處（簡稱漁農處）。李國士在該處負責主管農林事務，熟悉大米種植的他曾多次出席國際農業會議，當中包括在1959年12月和1964年12月兩度代表香港政府和英政府，分別前赴錫蘭（斯里蘭卡前身）康提和菲律賓馬尼拉參與聯合國糧食及農業組織（F.A.O.）國際白米委員會會議；並在馬尼拉逗留期間出席由糧農組織舉辦的地區政策會議。1965年7月，他還以香港及其他屬土代表身份，於倫敦出席英聯邦農業局（Commonwealth Agricultural Bureaux）檢討會議。此外，李國士擔任助理處長期間曾多次署任處長一職，其中計有在1960年6月至10月署任農林漁業管理處處長，以及在1961年9月至10月和1963年4月至10月兩度署任農林處處長。

### 香港漁農處處長

#### 漁農發展
1965年12月，李國士以署任形式接替姬達（後為爵士）出任漁農處處長，同時兼任統營處處長和合作社註冊官等職；他其後於1966年4月正式出任漁農處處長，同年8月奉委官守太平紳士。任內，香港的漁農業受到不少挑戰，隨著港府自七十年代開始在新界發展新市鎮，使得農地面積逐漸減少，也出現一些被荒廢的鄉郊用地；在城鄉遷移的現象下，鄉郊人口遷到市區及新市鎮生活，更削弱了鄉郊地區農業人口的勞動力。另一方面，在香港經濟不斷發展的同時，卻造成了漁農生產成本上漲和利潤下降的趨勢，面對七十年代能源危機和來自中國大陸和其他地方農產品的進口競爭，也為本地漁農業的經營前景構成壓力。

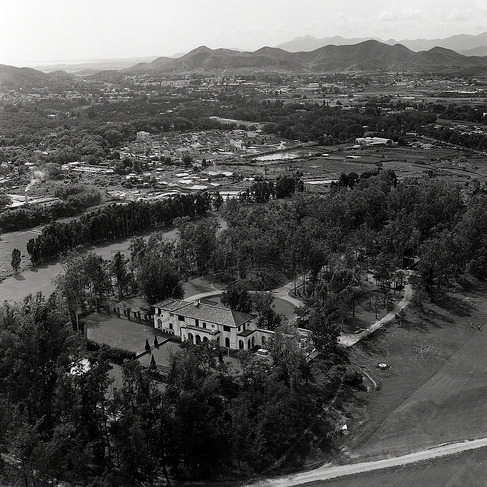
港督粉嶺別墅四周仍有不少農田環繞，攝於1973年

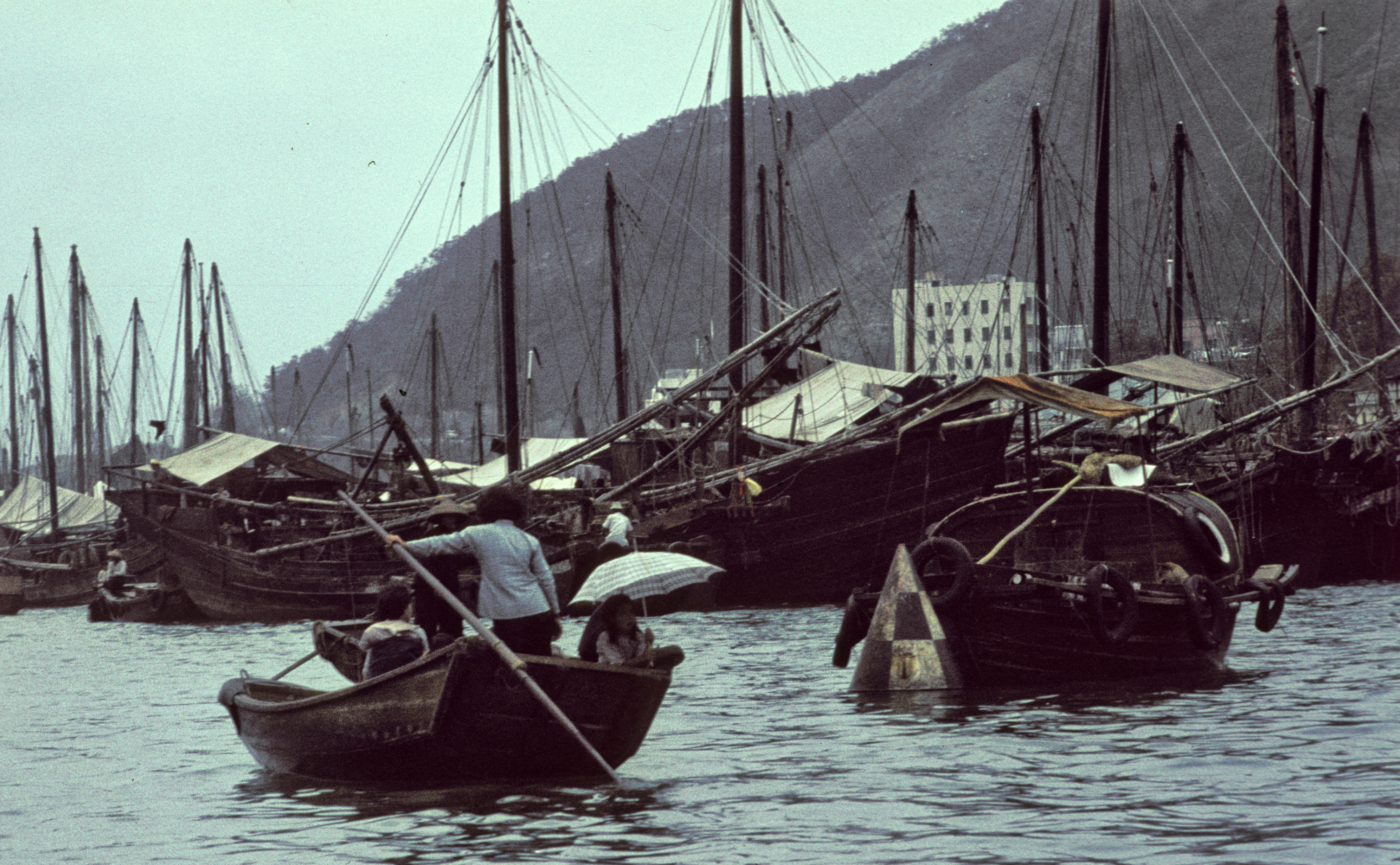
香港海面昔日佈滿不少舊式風帆漁船，攝於1965年

李國士認為香港的漁農業難以做到全面的自給自足，但他相信本土漁農業具一定的重要性，因此他提出以「慎密」的政策支援本土漁農業，並在任內經常走訪鄉郊各地視察漁農業發展，以及出席鄉民舉辦的各類活動以增進官民關係。在農業政策方面，李國士尤其重視農業機械化，任內他透過嘉道理農業輔助貸款基金和約瑟信託基金等農用基金增加向農民發放貸款用以促進生產和提昇耕作水平，並舉辦農業培訓班以改良農民的生產方法；透過與嘉道理農業輔導會合作，漁農處還向農民分發噴霧殺蟲器等有助提昇農產量的器械。
另一方面，隨著都市發展，李國士在七十年代見證香港的白米種植業逐漸式微，全港米田總面積由1965年約15,000公頃，急降至1975年約2,800公頃和1978年約260公頃，到七十年代末更幾乎絕跡，一些昔日例如元朗絲苗等有名的本地白米，踏入八十年代也成為絕響。為了協助農民轉型，李國士特別鼓勵他們改為從事蔬菜種植和豬隻養飼，早年仍未擔任處長的時候，他已經在1963年與美國經援會合作成立飼料包行動有限公司（Operation Feedbag Limited），專門向本地豬農提供免息貸款；上任處長後，除了推動前述的農業機械化，他還協助舉辦農展會以推廣本地農產，以及改善農用基建，例子包括促成漁農處斥資21.6萬港元在1977年推出八鄉灌溉計劃，由河背水塘敷設總長13,000餘呎的水管，接通河背、馬鞍崗、大窩、大乪和長莆等地，用以灌溉約67.5萬平方米農地，特別為八鄉一帶菜農提供更穩定方便的灌溉用水。
在漁業方面，由於香港本身天然資源匱乏，加上傳統飲食文化等因素使然，香港人向來對魚類的需求相當龐大。根據統計，以1974年為例，全球平均每人一年吃魚12.5至13公斤，但香港人平均每年吃魚33至35公斤，遠高於全球平均水平，而且更僅次於冰島、葡萄牙和日本排行第四。為了滿足香港人對魚類的需求，李國士任內十分支持本地漁業發展，並特別鼓勵香港人食用中層魚類和其他海域的魚類，以補底層魚類和本港附近水域魚穫的不足。其中，礙於技術和認知等方面的局限，南中國海一帶雖然有大量的中層魚類，但過往甚少被香港捕漁業注意和開發。有見及此，李國士鼓勵香港捕漁業開拓當地的海洋資源，並透過兼任聯合國南中國海漁業發展計劃統籌委員會委員的工作，協助本地漁民尋找更多的漁場。此外，他除了繼續向漁民發放漁業貸款外，還大規模地資助本地漁民翻新漁船，以機動漁船取代以往的風帆漁船，協助改善漁船設計，從而配合開發中層魚類的方針。李國士也十分關注漁民子弟的教育，任內全港漁民子弟小學數目增至13間，且設立實用中學和其他獎學金培養漁業人材，以支援香港漁業的長遠發展。
李國士由1965年至1980年擔任漁農處處長前後約15年，同期香港人口由370萬增至500萬，當中總勞動人口由140萬增至250萬，但漁農業勞動人口卻由7.3萬減至4.8萬，佔總勞動人口的比重也由5.21%降至1.92%。雖然如此，期內漁農業佔香港本地生產總值的比重由原來大約2%降至約1%的水平，但全港漁農業生產總值則由1965年的2億港元躍增至1980年的11億港元。1965年至1980年間，本地蔬菜產量由每年約13萬公噸增至每年超過19萬公噸，本地市場佔有率由原來近五成稍微降至四成；本地豬隻產量由每年約38.5萬頭增至每年約45萬頭，本地市佔率維持在大約一至兩成；本地雞隻產量更由每年逾500萬隻增至每年約1,500萬隻，本地市佔率由原來約三成增至接近七成；經魚類統營處批銷的新鮮海魚數量也由每年約50,000公噸增至約75,000公噸，本地魚產的本地市佔率維持在九成以上。以一個人口密度甚高的城市而言，香港漁農產品的自給程度總體上尚且比較接近日本和英國等已發展國家的水平。
本地漁農業在其他方面也有顯著的發展。1965年至1980年間，港府的漁業貸款基金和農業貸款基金分別由100萬港元和200萬港元躍升至1,400萬港元和945萬港元；由港府批出的漁業貸款和農業貸款也分別由每年83萬港元和每年190萬港元增至每年594萬港元和每年1,150萬港元。在李國士推動下，全港舊式風帆漁船數目由1965年接近7,000艘銳減至1980年約350艘，同期機動漁船數目則由約2,700艘增至超過5,000艘。1980年他卸任漁農處長的時候，全港使用耕耘機的農戶多達2,900戶，設有自動灑灌系統的農場也有近2,000個。

#### 合作社和儲運
在推動香港漁農業發展的同時，身兼合作社註冊官的李國士在漁農處處長任內也積極支持香港的合作社運動。現代合作社運動在1844年源於英國，並在1951年由港府首任合作社註冊官姬達引入到香港。合作社的成立宗旨是希望社員透過公平原則共同經營業務，以團體力量補個人力量之不足，發揮集體經濟潛能，從而促進或改善合作社整體社員的生產效益。截至1979年，全港共有400多家合作社，社員超過22,000人，除了包括200多家為社員提供各類自助建屋、儲蓄和其他福利活動的市區合作社外，漁農合作社也佔上100多家，另外還有20多家漁農合作社為社員提供自助建屋計劃或其他福利及管理服務。漁農合作社在協助漁農處推動漁農政策和分發漁農貸款等各方面扮演重要的角色；一些漁農合作社在社員斥資興建漁民新村的時候，更得到漁農處的協助，例如在1971年落成的坑口漁民新村，就在漁農處穿針引線下得到聯合國難民專員公署和西德人民撥款資助興建。
除了合作社運動，李國士任內還見證儲蓄互助社在香港的興起。現代儲蓄互助社運動在1852年源於德意志地區，其運作模式近似於合作社，且有別於「做會」。儲社是由社員以自願和平等性質籌組的非牟利組織，以自助互助為原則，鼓勵社員培養節儉和儲蓄的習慣。參加儲社的社員均可按供款比例獲配股份，而收集得來的款項通常會存入銀行賺取利息，或向社員發放低息貸款，讓社員應付生活所需之餘也可為儲社賺得利息。儲運在1962年傳入香港，而香港第一家儲社則於1964年成立。隨著儲運迅速發展，香港八家儲社更於1966年成立香港儲蓄互助社協會以進一步推廣儲運。同時間，為了對儲社作出規管，港府於1968年制定《儲蓄互助社條例》，使儲社受到法律保障；而從1970年起，本身已身兼合作社註冊官的漁農處處長被指定為儲蓄互助社註冊官，因此李國士也成為了首任儲蓄互助社註冊官，負責各儲社及其章程的註冊，以及執行審查和督導等工作。截止1978年，全港共有儲社55個，當中除了包括不少由大型私人機構員工組成的儲社外，也有不少由港府公務員組成的儲社。

#### 創建郊野公園
在漁農工作以外，籌建和管理香港郊野公園成為漁農處在李國士任內新的工作範疇。事實上，漁農處（及前身農林處）早於六十年代初已開始認真研究保育香港的郊野地區，並於1965年邀請身兼國際自然保育聯盟轄下國家公園國際委員會委員的美國籍學者L·M·戴博特博士（Dr. L. M. Talbot）及其夫人來港考察。他們隨後於同年提交《香港保存自然景物問題簡要報告及建議》（Conservation of the Hong Kong Countryside），為港府日後的郊野公園政策方針奠下基礎。1967年3月，時任香港總督戴麟趾爵士設立郊區的運用及保存臨時委員會（Provisional Council for the Use and Conservation of the Countryside），該委員會於1968年發表名為《郊區與大眾》（The Countryside and the People）的報告書，進一步全面檢討香港對於郊野康樂和自然保育的需要；因應該報告書的建議，港府於1970年設立兩個諮詢委員會負責訂立康樂發展及自然保育五年計劃，另外還於1971年從戴麟趾爵士康樂基金撥款以試驗性質在城門水塘設立「小型郊野公園」，香港的郊野公園政策逐漸成形。

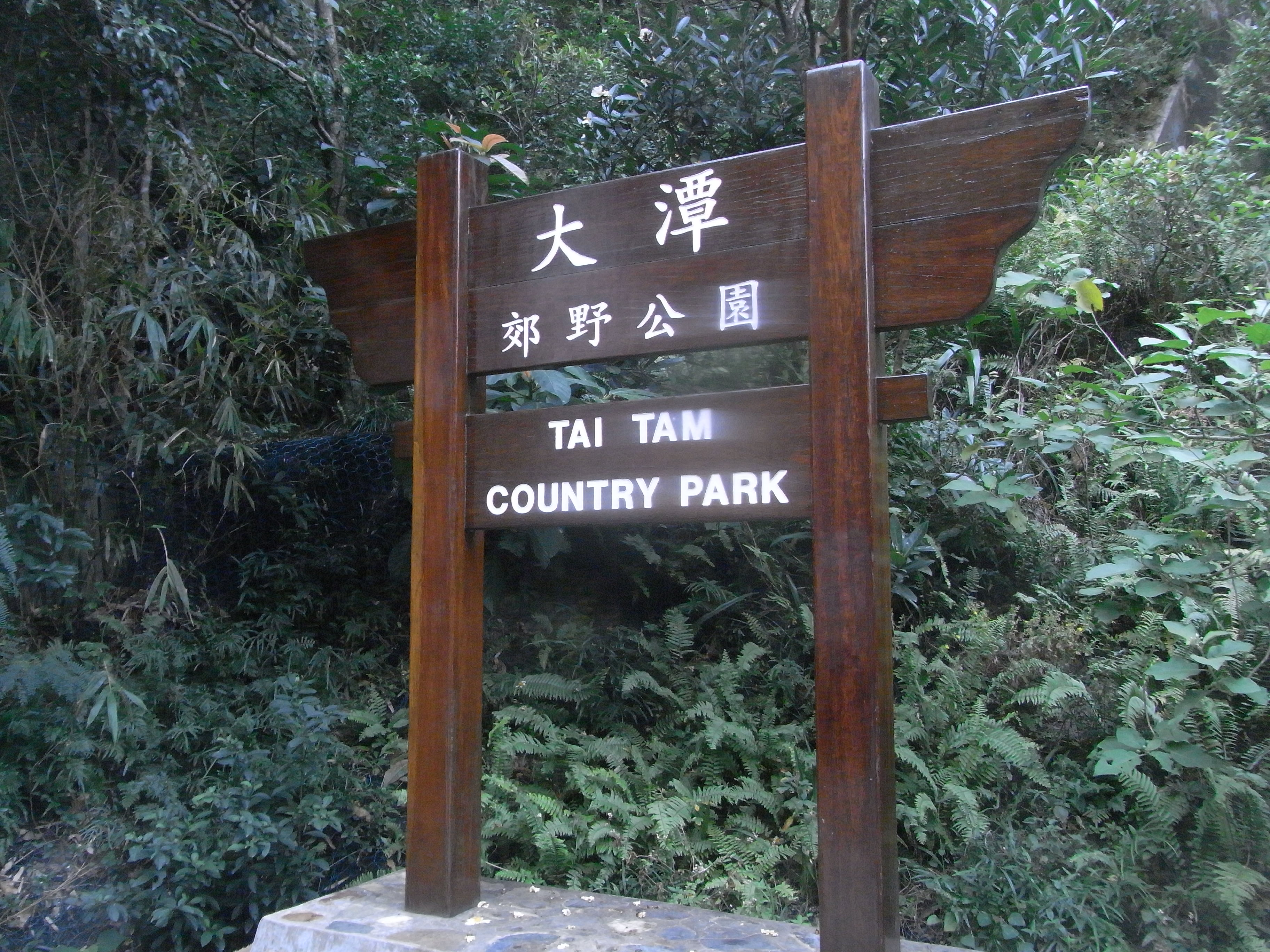
於1977年劃定的大潭郊野公園

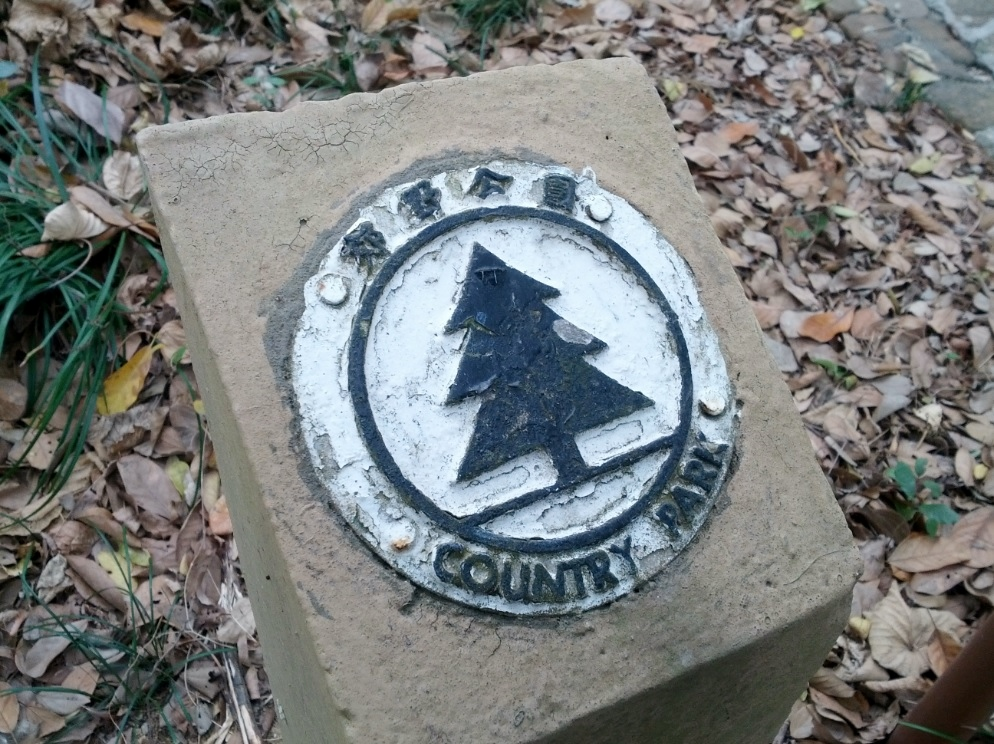
早期的郊野公園標誌，底部沒有代表海洋的波紋，攝於平洲船灣郊野公園（擴建部份）

本身熱愛大自然的李國士也十分支持保育香港的鄉郊地區，上任漁農處處長以來一直擔任該處的自然保育工作小組主席，也積極推動始於1956年的香港植樹節；早在七十年代初，他已經呼籲香港社會大眾正視自然保育的重要性，警告港人不應「只顧目前和短期的經濟利益，而忽略將來受到歷史的批判」。他任內還多次指出，香港一半人口都是25歲以下的青少年，全港大約400萬居民均聚居於130平方公里的市區範圍，開闢郊野公園將有助青少年以至於一般市民舒展身心，長遠緩解六七暴動所浮現的社會不滿。1971年新任港督麥理浩爵士（後為勳爵）履任後，香港的郊野公園政策得到很顯著的發展。與李國士同樣熱愛大自然的麥理浩嘗言「青山綠水普羅大眾都可享受，高爾夫球場和遊艇則只屬於少數人的玩意」。在麥理浩主導下，港府終於在1976年8月制定《郊野公園條例》，正式設立郊野公園管理局和郊野公園委員會，負責劃定和管理郊野公園，李國士遂以漁農處處長身份成為管理局首任總監和委員會的首任主席。
在這個背景下，李國士與漁農處著手在香港鄉郊劃出面積廣闊的郊野公園地區。全港首三個郊野公園，即城門郊野公園、金山郊野公園和郊野公園旋於1977年7月劃定，而第二批的香港仔郊野公園和大潭郊野公園也於同年10月正式劃定。到1978年，港府又撥款7,000萬港元，作為漁農處未來四年闢建郊野公園的經費。單以首年計算，到訪郊野公園的人次已超過360萬人次，全港到1980年已經一共劃定21個郊野公園，佔香港總面積約1,105平方公里的40%。在郊野公園的基礎上，漁農處還於1979年建成橫跨新界東西、全長100公里的麥理浩徑，是為全港首條的長途遠足徑。受到《郊野公園條例》的保護，郊野公園內的土地不得隨意開發，對於保護香港的大自然具重要作用。此外，郊野公園設立之初，曾有輿論批評港府宣傳不足，而且郊野公園內也欠缺應有的配套設施；有見及此，李國士任內加強向市民推廣使用郊野公園，並逐步在郊野公園設立遊客諮詢中心、報案中心、公共廁所、避雨亭、路標、營地、以至是燒烤和康樂設施等等，使香港郊野公園的發展日趨成熟。李國士在短短數年間為香港設立多個郊野公園，並建立一套完備的郊野公園管理政策，使他在1980年卸任前獲麥理浩讚揚是「香港郊野的保存者和郊野康樂的組織者」（"A preserver of Hong Kong's countryside, and an organiser of recreation in it"）。

#### 其他工作
李國士在漁農處處長任內其他兼任的職務還包括港府統營顧問委員會主席、漁業發展貸款基金顧問委員會主席、保護稀有動植物諮詢委員會主席、糧食供應及分配委員會委員、農藥顧問委員會委員、科學協進委員會委員和環境污染保護諮詢委員會委員。另外，他也是嘉道理農業輔助貸款基金委員會主席、約瑟信託基金信託人、香港農業發展協會委員、香港生產力促進局理事、香港中文大學農業研究組諮詢委員會主席、香港市政局博物美術館事務委員會委員（自然歷史部份）和新生精神康復會顧問委員會委員。1976年10月，他更獲港督麥理浩爵士委任為立法局官守議員，直到1980年1月為止。
本身是農業專家的李國士在處長任內仍繼續參與不同的國際漁農會議，當中包括在1966年9月以香港和英國政府代表身份前往韓國漢城（後稱首爾）出席聯合國糧農組織地區會議、1966年11月以港府代表身份前赴意大利羅馬出席聯合國糧農組織漁業管理會議、1969年4月先後前往澳洲悉尼和墨西哥墨西哥城分別出席亞洲開發銀行地區性農業政策研究會議和國際水利及排水道委員會第十三屆會議、以及在1974年10月前往印尼雅加達出席印度太平洋漁業會議等。他還特別活躍於印度太平洋漁業委員會和聯合國南中國海漁業發展計劃統籌委員會，與各國政府代表展開交流。
另一方面，漁農處早於1962年與香港拯溺總會合辦漁民獎以表揚在海上救人的漁民，身為皇家救生會香港分會會員的李國士上任漁農處處長後也積極支持香港的拯溺運動，鼓勵香港漁民見義勇為拯救生命。1962年至1980年間，香港漁民累積拯救多達1,800人，當中包括不少在七十年代因越戰飄浮來港的越南難民。皇家救生會香港分會曾向李國士頒授皇家救生會獎章，以肯定他在香港支持拯溺運動方面的工作。
李國士擔任漁農處處長之初，漁農處原本由總辦事處、農林科、漁業科和農畜推廣科等分部組成，但隨著部門不斷發展，該處歷年來在架構上有不少改動；當中較重大的改動包括在1970年把部門重組為總辦事處、農業分處和漁業分處，以及在1977年增設一個新的自然護理和郊野公園分處，以專門負責新的郊野公園事務。同時間，漁農處也曾多次遷址以配合部門擴張。漁農處在1964年成立之初，總辦事處和農林科原設於大埔道北九龍裁判司署，漁業科及獸醫室則位於上環德輔道中的李寶樁大廈。李國士上任前，該處於1965年8月統一遷至位於何文田窩打老道新落成的住宅大廈冠華園三樓，其後於1971年再由李國士遷到新落成的廣東道政府合署。

### 晚年生涯
李國士在1980年1月以54歲之齡卸任漁農處處長一職，開展退休前休假，並由副署長李德宏接任。李國士在殖民地工作前後近33年，其中近21年都在香港任職，為肯定他多年來在漁農和郊野保育方面的工作，英廷分別在1972年和1980年向他頒授OBE勳銜和CBE勳銜，另外還於1977年獲授英女皇伊利沙伯二世銀禧獎章。
退出港府後，李國士返回英國定居於諾森伯蘭郡索普頓（Tropton），並獲聘任為聯合國糧食及農業組織顧問，任內他曾於1981年負責探討發展中國家在漁業方面的技術合作；其後又於1983年負責檢討孟加拉灣計劃之長遠經費安排。該計劃由糧農組織與瑞典國際開發署（S.I.D.A.）合作展開，旨在推動孟加拉、印度、馬來西亞、斯里蘭卡和泰國這些孟加拉灣國家的小型漁業發展。晚年的李國士曾多次捐助母校之一的劍橋大學皇后學院。2016年1月29日，他於索普頓逝世，終年90歲，身後喪禮於同年2月15日在泰恩河畔紐卡素的西邊路火葬場（West Road Crematorium）舉行。

## 個人生活
李國士是英國聖公會教徒，他於1951年6月9日在英國泰恩河畔紐卡素的聖安德魯教堂娶安妮·奧黛麗·繆斯（Annie Audrey Muse）為妻，兩人育有一名女兒。李國士的個人興趣廣泛，其中包括自然歷史、考古學和人類學、觀鳥、集郵、以至是哥爾夫球和散步。除了操流利西非滕內語，他也能夠說、寫和閱讀法文。
李國士生前是英國考古協會會員、英國野禽信託會員、諾森伯蘭野生信託會員、以及倫敦生物學研究院院士。在香港生活期間，他是皇家香港高爾夫球會、英皇御准香港賽馬會和婦女遊樂會會員，另外也是皇家聖佐治學會香港分會終身會員、皇家亞洲學會香港分會會員、嘉道理農業輔導會會員和香港牛劍學會會員。

## 榮譽
- 以下列出榮譽全稱及縮寫：^ 
  - 官守太平紳士（J.P.） （1966年8月10日[2]）
  - 英帝國官佐勳章（O.B.E.） （1972年6月英女皇壽辰授勳名單[81]）
  - 英女皇伊利沙伯二世銀禧獎章 （1977年[68]）
  - 英帝國司令勳章（C.B.E.） （1980年6月英女皇壽辰授勳名單[82]）

## 注腳
1. 1 2 3 4 5 6 7 8  Lee (1966), p.243.
2. 1 2 3 4 5 6 7 8 9 10 11 12 13 14 15 16 17 18 19 20 21 22  Walker (1973), p.341.
3. ↑  "Births Mar 1926: Edward H. Nichols （页面存档备份，存于）", FreeBMD, retrieved on 27 March 2016.
4. ↑  "Marriages Sep 1918: Mary Hewitt and Edward E. Nichols （页面存档备份，存于）", FreeBMD, retrieved on 27 March 2016.
5. ↑  "Marriages Sep 1918: Edward E. Nichols and Mary Hewitt （页面存档备份，存于）", FreeBMD, retrieved on 27 March 2016.
6. 1 2  Who's Who in Hong Kong: A Bibliographical Dictionary of Hong Kong (1979), p.267.
7. 1 2 3 4 5 6  〈漁農處長李國士榮休，副處長李德宏將繼任〉（1979年7月7日）
8. ↑  〈李國士赴馬尼拉出席國際農業會議〉（1964年11月1日）
9. ↑  〈過去一年各業多呈不景，新界菜產穩定〉（1975年3月1日）
10. 1 2 3 4 5  〈國際糧食供緊價漲，香港供豐不虞缺乏〉（1974年3月27日）
11. ↑  〈去年菜產豐收價跌收益減少，養豬更安定〉（1975年7月6日）
12. ↑  〈中國蔬果價錢合理，去年進口蔬果七十四萬公噸〉（1976年7月6日）
13. ↑  〈漁農處長李國士今分別往訪問長梅嶼南三區〉（1966年2月3日）
14. ↑  〈千帆集糧船灣歡騰賀天后誕〉（1966年4月14日）
15. 1 2 3 4 5 6  〈李國士講香港農業〉（1965年5月12日）
16. ↑  〈新界菜農紛謀節省人力成本推行機械化〉（1970年10月17日）
17. ↑  〈大嶼山銀礦灣普通農業訓班舉行畢業典禮〉（1960年9月27日）
18. 1 2  〈漁農處長李國士主持排棉角合作社社址落成開幕〉（1966年2月5日）
19. ↑  〈數百具噴霧殺蟲器分贈沙田大埔農戶〉（1967年6月11日）
20. ↑  〈新界農民獲得貸款採用機械灌溉農田〉（1967年6月15日）
21. ↑  Hong Kong Statistics 1947-1967 (1969), p.71.
22. ↑  〈隔牆有耳：港產絲苗米重出江湖〉（2012年4月5日）
23. ↑  〈美經援會協助本港發展新界養豬業〉（1963年10月2日）
24. ↑  〈首屆農畜科技展覽下月將在元朗展出〉（1978年12月31日）
25. ↑  〈港府發展並保養新界水利，年費達百萬〉（1977年11月2日）
26. 1 2 3 4 5 6 7  〈建新漁校訓練人才，拓展漁場供應需求〉（1974年9月27日）
27. 1 2 3 4 5  Official Report of Proceedings (30 January 1980), pp.386-387.
28. 1 2  〈應改進技術及裝備，滿足居民海產需求〉（1975年2月13日）
29. 1 2  〈南中國海發展漁業，本港現正參與計劃〉（1979年12月4日）
30. ↑  〈大鵬灣海域旺灣興建漁民子弟學校〉（1966年3月25日）
31. ↑  〈三名學生獲發獎學金攻讀漁業或農業課程〉（1978年10月18日）
32. 1 2 3 4 5 6 7 8 9 10  〈漁農處長李國士於本年六月榮休〉（1980年1月19日）
33. ↑  Hong Kong Statistics 1947-1967 (1969), p.14.
34. ↑  Hong Kong Annual Digest of Statistics (1981 Edition) (1981), p.29.
35. ↑  Hong Kong Statistics 1947-1967 (1969), p.27.
36. ↑  Hong Kong Annual Digest of Statistics (1981 Edition) (1981), p.39.
37. ↑  Estimates of Gross Domestic Product 1961 to 1996 (March 1997), p.99.
38. ↑  Hong Kong Statistics 1947-1967 (1969), p.73.
39. 1 2 3  Hong Kong Annual Digest of Statistics (1981 Edition) (1981), p.121.
40. 1 2  Hong Kong Statistics 1947-1967 (1969), p.75.
41. ↑  Hong Kong Statistics 1947-1967 (1969), p.78.
42. ↑  Hong Kong Annual Digest of Statistics (1981 Edition) (1981), p.125.
43. ↑  Official Report of Proceedings (29 March 1973), p.671.
44. ↑  〈元朗華盛村合作社供應處風雨中宣告開幕〉（1967年11月8日）
45. 1 2  〈李國士在慶祝國際合作節指出，地區性合作方式較以生產類別合作方式殊屬有利〉（1969年7月6日）
46. 1 2 3  〈去年度農業普呈良好，農民收穫豐〉（1979年7月8日）
47. 1 2 3 4  〈自助合作社計劃，政府將繼續推展〉（1978年11月16日）
48. ↑  〈四百漁民將獲安居，坑口漁民新村命名〉（1971年7月1日）
49. 1 2 3 4  〈商行逐漸流行組儲蓄互助社〉（1970年9月17日）
50. 1 2 3  《香港儲蓄互助運動50周年紀念特刊》（2014年），頁15。
51. ↑  《香港儲蓄互助運動50周年紀念特刊》（2014年），頁14。
52. 1 2  〈去年本港農產躍增百分卅五，四億八千萬〉（1972年2月5日）
53. ↑  〈本港農漁蔬菜生產總值已增至逾十億，十六年增四倍〉（1976年10月29日）
54. ↑  王福義（2005年），頁2至3。
55. 1 2  王福義（2005年），頁3。
56. ↑  王福義（2005年），頁4。
57. 1 2  王福義（2005年），頁5。
58. ↑  〈千餘名學童昨日參加十四屆植樹節〉（1970年5月9日）
59. 1 2 3  〈漁農處處長李國士透露，郊野公園範圍內將設立報案中心〉（1977年2月8日）
60. 1 2  王福義（2005年），頁6。
61. ↑  〈香港仔及大潭郊野公園啟用〉（1977年11月26日）
62. 1 2 3 4  〈郊野公園四年發展，當局撥款七千萬元〉（1978年7月7日）
63. ↑  "Former Hong Kong Governor Dies" (1 June 2000)
64. ↑  〈宣傳郊野公園計劃未算成功，六成市民竟然懵然不知，缺乏廁所最為不便〉（1978年10月18日）
65. ↑  〈設計郊野公園，配合各區特點〉（1978年7月8日）
66. ↑  〈第一個郊野公園遊客諮詢中心啟用，確保郊區資源〉（1979年10月21日）
67. 1 2  〈英女皇壽辰授勳六十多人獲勳銜〉（1972年6月3日）
68. 1 2 3 4 5 6 7 8  Who's Who in Hong Kong: A Bibliographical Dictionary of Hong Kong (1979), pp.148-149.
69. ↑  Official Report of Proceedings (13 October 1976), p.32.
70. ↑  〈漁農處長李國士週日離港飛漢城〉（1966年9月10日）
71. ↑  〈漁農處處長李國士飛意出席漁業會議〉（1966年11月19日）
72. ↑  〈漁農處李國士赴雪梨出席農業研究會議〉（1969年4月9日）
73. 1 2  〈拯溺同人昨歡送漁農處長李國士〉（1979年12月20日）
74. 1 2  〈兩政府機關合併成立漁農處〉（1964年6月30日）
75. ↑  Annual Departmental Report by the Director of Agriculture and Fisheries: 1970-71 (1971), p.77.
76. ↑  Annual Departmental Report by the Director of Agriculture and Fisheries: 1977-78 (1978), p.50.
77. ↑  Estimates of Revenue and Expenditure and Explanatory Memoranda (1978), p.48.
78. ↑  〈漁農處遷址〉（1965年8月29日）
79. ↑  〈漁農處總部搬遷廣東道政府合署〉（1971年4月6日）
80. ↑  〈李國士即將退休〉（1980年1月31日）
81. 1 2  "Supplement to Issue 45678 （页面存档备份，存于）", London Gazette, 23 May 1972, p.6273.
82. 1 2  "Supplement to Issue 48212 （页面存档备份，存于）", London Gazette, 13 June 1980, p.17.
83. 1 2  "Nichols, Edward Hewitt" (February 2016)
84. ↑  Report of the Seventh Meeting of the Advisory Committee (March 1983), pp.37 & 40.
85. 1 2  Report of the Seventh Meeting of the Advisory Committee (March 1983), p.37.
86. ↑  "Donors to Queens' College 1997-2009" (2009)
87. 1 2 3  Walker (1973), p.342.

### 英文資料
- Lee, P. C., Hongkong Album. Hong Kong: P.C. Lee., 1966.
- Hong Kong Statistics 1947-1967 （页面存档备份，存于）. Hong Kong: Census and Statistics Department, 1969.
- Annual Departmental Report by the Director of Agriculture and Fisheries: 1970-71. Hong Kong: Agriculture and Fisheries Department, 1971.
- Walker, Joseph, Hong Kong Who's Who: An Almanac of Personalities and Their Comprehensive Histories. Hong Kong: Rola Luzzatto, 1973.
- Official Report of Proceedings （页面存档备份，存于）. Hong Kong: Legislative Council of Hong Kong, 29 March 1973.
- Official Report of Proceedings （页面存档备份，存于）. Hong Kong: Legislative Council of Hong Kong, 13 October 1976.
- Annual Departmental Report by the Director of Agriculture and Fisheries: 1977-78. Hong Kong: Agriculture and Fisheries Department, 1978.
- Estimates of Revenue and Expenditure and Explanatory Memoranda. Hong Kong: The Treasury, 1978.
- Who's Who in Hong Kong: A Bibliographical Dictionary of Hong Kong. Hong Kong: South China Morning Post, 1979.
- Official Report of Proceedings （页面存档备份，存于）. Hong Kong: Legislative Council of Hong Kong, 30 January 1980.
- Hong Kong Annual Digest of Statistics (1981 Edition) （页面存档备份，存于）. Hong Kong: Census and Statistics Department, 1981.
- Report of the Seventh Meeting of the Advisory Committee[永久]. Madras, India: Food and Agriculture Organisation of the United Nations/ Swedish International Development Authority, March 1983.
- Estimates of Gross Domestic Product 1961 to 1996. Hong Kong: Census and Statistics Department, March 1997.
- "Former Hong Kong Governor Dies （页面存档备份，存于）", BBC News, 1 June 2000.
- "Donors to Queens' College 1997-2009". United Kingdom: Queens' College, Cambridge, 2009.
- "Nichols, Edward Hewitt （页面存档备份，存于）", Telegraph Announcements, February 2016.

### 中文資料
- 〈大嶼山銀礦灣普通農業訓班舉行畢業典禮〉，《華僑日報》第三張第一頁，1960年9月27日。
- 〈美經援會協助本港發展新界養豬業〉，《工商晚報》第二頁，1963年10月2日。
- 〈兩政府機關合併成立漁農處〉，《香港工商日報》第六頁，1964年6月30日。
- 〈李國士赴馬尼拉出席國際農業會議〉，《華僑日報》第二張第一頁，1964年11月1日。
- 〈李國士講香港農業〉，《華僑日報》第三張第一頁，1965年5月12日。
- 〈漁農處遷址〉，《華僑日報》第三張第一頁，1965年8月29日。
- 〈漁農處長李國士今分別往訪問長梅嶼南三區〉，《華僑日報》第三張第二頁，1966年2月3日。
- 〈漁農處長李國士主持排棉角合作社社址落成開幕〉，《華僑日報》第三張第四頁，1966年2月5日。
- 〈大鵬灣海域旺灣興建漁民子弟學校〉，《華僑日報》第四張第二頁，1966年3月25日。
- 〈千帆集糧船灣歡騰賀天后誕〉，《華僑日報》第四張第三頁，1966年4月14日。
- 〈漁農處長李國士週日離港飛漢城〉，《華僑日報》第三張第三頁，1966年9月10日。
- 〈漁農處處長李國士飛意出席漁業會議〉，《華僑日報》第三張第二頁，1966年11月19日。
- 〈數百具噴霧殺蟲器分贈沙田大埔農戶〉，《華僑日報》第三張第二頁，1967年6月11日。
- 〈新界農民獲得貸款採用機械灌溉農田〉，《華僑日報》第四張第三頁，1967年6月15日。
- 〈元朗華盛村合作社供應處風雨中宣告開幕〉，《華僑日報》第三張第一頁，1967年11月8日。
- 〈漁農處李國士赴雪梨出席農業研究會議〉，《華僑日報》第二張第三頁，1969年4月9日。
- 〈李國士在慶祝國際合作節指出，地區性合作方式較以生產類別合作方式殊屬有利〉，《華僑日報》第二張第三頁，1969年7月6日。
- 〈千餘名學童昨日參加十四屆植樹節〉，《華僑日報》第四張第三頁，1970年5月9日。
- 〈商行逐漸流行組儲蓄互助社〉，《香港工商日報》第六頁，1970年9月17日。
- 〈新界菜農紛謀節省人力成本推行機械化〉，《華僑日報》第三張第四頁，1970年10月17日。
- 〈漁農處總部搬遷廣東道政府合署〉，《華僑日報》第二張第三頁，1971年4月6日。
- 〈四百漁民將獲安居，坑口漁民新村命名〉，《華僑日報》第三張第二頁，1971年7月1日。
- 〈去年本港農產躍增百分卅五，四億八千萬〉，《華僑日報》第三張第三頁，1972年2月5日。
- 〈去年本港農產躍增百分卅五，四億八千萬〉，《華僑日報》第三張第三頁，1972年2月5日。
- 〈英女皇壽辰授勳六十多人獲勳銜〉，《華僑日報》第三張第二頁，1972年6月3日。
- 〈國際糧食供緊價漲，香港供豐不虞缺乏〉，《華僑日報》第二張第二頁，1974年3月27日。
- 〈建新漁校訓練人才，拓展漁場供應需求〉，《華僑日報》第四張第四頁，1974年9月27日。
- 〈應改進技術及裝備，滿足居民海產需求〉，《香港工商日報》第八頁，1975年2月13日。
- 〈過去一年各業多呈不景，新界菜產穩定〉，《華僑日報》第二張第二頁，1975年3月1日。
- 〈去年菜產豐收價跌收益減少，養豬更安定〉，《華僑日報》第二張第二頁，1975年7月6日。
- 〈中國蔬果價錢合理，去年進口蔬果七十四萬公噸〉，《大公報》第二張第五版，1976年7月6日。
- 〈本港農漁蔬菜生產總值已增至逾十億，十六年增四倍〉，《華僑日報》第二張第四頁，1976年10月29日。
- 〈漁農處處長李國士透露，郊野公園範圍內將設立報案中心〉，《香港工商日報》第七頁，1977年2月8日。
- 〈港府發展並保養新界水利，年費達百萬〉，《華僑日報》第五張第四頁，1977年11月2日。
- 〈香港仔及大潭郊野公園啟用〉，《香港工商日報》第六頁，1977年11月26日。
- 〈郊野公園四年發展，當局撥款七千萬元〉，《華僑日報》第二張第二頁，1978年7月7日。
- 〈設計郊野公園，配合各區特點〉，《香港工商日報》第六頁，1978年7月8日。
- 〈三名學生獲發獎學金攻讀漁業或農業課程〉，《華僑日報》第四張第三頁，1978年10月18日。
- 〈宣傳郊野公園計劃未算成功，六成市民竟然懵然不知，缺乏廁所最為不便〉，《華僑日報》第四張第三頁，1978年10月18日。
- 〈自助合作社計劃，政府將繼續推展〉，《華僑日報》第二張第二頁，1978年11月16日。
- 〈首屆農畜科技展覽下月將在元朗展出〉，《華僑日報》第三張第一頁，1978年12月31日。
- 〈漁農處長李國士榮休，副處長李德宏將繼任〉，《華僑日報》第五張第三頁，1979年7月7日。
- 〈去年度農業普呈良好，農民收穫豐〉，《華僑日報》第三第一頁，1979年7月8日。
- 〈第一個郊野公園遊客諮詢中心啟用，確保郊區資源〉，《華僑日報》第三第二頁，1979年10月21日。
- 〈南中國海發展漁業，本港現正參與計劃〉，《大公報》第一張第四版，1979年12月4日。
- 〈拯溺同人昨歡送漁農處長李國士〉，《華僑日報》第七張第一頁，1979年12月20日。
- 〈漁農處長李國士於本年六月榮休〉，《華僑日報》第三張第三頁，1980年1月19日。
- 〈李國士即將退休〉，《華僑日報》第三張第三頁，1980年1月31日。
- 王福義著，〈香港郊野公園簡史〉，《香港自然網》，2005年。
- 〈隔牆有耳：港產絲苗米重出江湖 （页面存档备份，存于）〉，《香港蘋果日報》，2012年4月5日。
- 《香港儲蓄互助運動50周年紀念特刊 （页面存档备份，存于）》。香港：香港儲蓄互助社協會，2014年。

## 外部連結
- 荒山野嶺變綠蔭處處 （页面存档备份，存于），香港蘋果日報（2013年9月18日）
- 漁農自然護理署 （页面存档备份，存于）

| 政府职务    | 政府职务                            | 政府职务      |
| ----------- | ----------------------------------- | ------------- |
| 前任： 姬達 | 香港漁農處處長 1965年12月–1980年1月 | 繼任： 李德宏 |